# Синдром преексцитације срчаних комора
Синдром преексцитације срчаних комора или  Волф-Паркинсон-Вајтов синдром (ВПВ)  кардиоваскуларна је болест која се карактерише постојањем помоћног пута између преткомора и комора срца који се јавља код људи који имају ЕКГ слику пре ексцитације повезану са нападима тахикардије. Болест се најчешће јавља код младих људи због специфичне врсте поремећаја у раду електричног система срца.
Око 60% људи са електричним проблемима у раду срца могу имати симптоме овог синдрома,  који карактерише ненормално убрзан рад срца, праћен палпитацијама, кратким дахом, вртоглавицом или синкопом. Ретко се јавња срчани застој, а најчешћи тип неправилних откуцаја срца који се јавља је суправентрикуларна пароксизмална тахикардија.
Узрок ВПВ је обично непознат и вероватно је последица комбинације случајности и генетских фактора. Мали број случајева је последица мутације гена ПРКАГ2 који може бити наслеђен од родитеља особе на аутозомно доминантан начин.
Основни механизам ВПВ укључује помоћни пут електричне проводљивости између преткомора и комора. Повезан је и са другим стањима као што су Ебштајнова аномалија и хипокалемијска периодична парализа.
Дијагноза ВПВ се поставља на основу палпитација и електрокардиограма (ЕКГ) који показује кратак ПР интервал и делта талас, као врсте синдрома преексцитације.
ВПВ синдром се може пратити или лечити било лековима или радиофреквентном катетер аблацијом (разарањем ткива). Код оних без симптома, стално посматрање може бити метод терапијског избора. Код оних са ВПВ компликованим атријалном фибрилацијом, могу се користити кардиоверзија или лек прокаинамид.

## Назив
Волф-Паркинсон-Вајтов синдром (ВПВ) је епоним ове болести који је назван по Луису Волфу, Џону Паркинсону и Полу Дадлију Вајту који су први описали ЕКГ налазе у овом синдрому 1930. године.

## Историја
Кентов сноп је назван по британском физиологу Алберту Франку Стенлију Кенту (1863–1958), који је описао бочне гране у атриовентрикуларном жлебу срца мајмуна (погрешно верујући да оне чине нормалан атриовентрикуларни проводни систем).
Године 1915, Френк Норман Вилсон (1890–1952) био је први лекар који је описао стање касније названо Волф-Паркинсон-Вајт синдром. Алфред М. Вајт (1887–1967) је био следећи који је описао ово стање 1921. године. Како су кардиолози Луис Волф  (1898–1972), Џон Паркинсон  (1885–1976) и Полу Дадли Вајт  (1886–1973) заслужни за дефинитиван опис овог поремећаја 1930. године, настао је епоним Волф-Паркинсон-Вајт синдром.

## Епидемиологија
У великим популационим студијама које су укључивале педијатријску и одраслу популацију, општа преваленција ВПВ је процењена између 1 до 3 на 1,000 особа (0,1 до 0,3 %). Дијагностика асимптоматских пацијената са ВПВ синдромом је тешка, јер су ове особе по дефиницији оне које немају клиничке симптоме. Општа процена стручњака сугерише да су око 65% адолесцената и 40% појединаца старијих од 30 година са ВПВ на ЕКГ у мировању асимптоматски.
Сматра се да је учесталост пацијената са ВПВ који напредује до аритмије око 1% до 2% годишње, а преваленција ВПВ синдрома достиже врхунац од 20 до 24 године.
Породичне студије су показале нешто већу инциденцу ВПВ, око 0,55% међу рођацима у првом степену сродства са пацијентима са ВПВ. Породични облик ВПВ синдрома је примећен са мутацијом у гену ПРАКАГ2 што је довело до повећања преваленције на 3,4% код сродника у првом степену, а стање је повезано са урођеном структурном болешћу срца, укључујући Ебстеинову аномалију и хипертрофичну кардиомиопатију.

## Етиопатогенеза
Код особа без синдрома, електрична активност у срцу почиње у синусном чвору (који се налази у десној преткомори), шири се до атриовентрикуларног (АВ) чвора и наставља кроз Хисов сноп до срчаних комора.
АВ чвор делује као "баријера", ограничавајући електричну активност која стиже до комора срца. Ова функција АВ чвора је важна, јер ако сигнали који се генеришу у срчаној преткомори појачају његов ритам (случај преткоморске фибрилације или преткоморског треперења), АВ чвор ће ограничити електричну активност која комуницира са коморама. 
Пример: ако се преткоморе електрично активирају при 300 откуцаја у минути, половина тих електричних импулса ће бити блокирана од стране АВ чвора, тако да се коморе активирају при 150 откуцаја у минути (дајући пулс од 150 откуцаја у минути). Још једно важно својство АВ чвора је да смањује појединачне електричне импулсе. Ово се манифестује на ЕКГ -у у PQ (PR) интервалу, односно времену које иде од активације преткомора (P талас) до активације комора (QRS комплекс).
Појединци са ВПВ синдромом имају помоћни атриовентрикуларни проводни пут познат као Кентов сноп (сноп помоћних проводних влакана у срцу који делују као мост за контрактилне импулсе између преткомора и комора), и омогућава преексцитацију комора која се јавља код Волф-Паркинсон-Вајтовог синдрома. Овај додатни (абнормални) пут не дели својства АВ чвора тако да може да спроводи електричну активност знатно већом брзином од АВ чвора.
Пример: ако се преткоморе електрично активирају при 300 откуцаја у минути, додатни сноп је способан да спроведе све електричне импулсе од преткомора до комора, узрокујући да се коморе активирају брзином од 300 откуцаја у минути. 
Пребрз пулс је потенцијално опасан, јер може изазвати хемодинамску нестабилност. У неким случајевима, комбинација помоћног пута и срчаних аритмија може изазвати вентрикуларну фибрилацију, један од водећих узрока изненадне срчане смрти.
ВПВ може бити повезан са ПРКАГ2, ензимом протеин киназе који је кодиран геном ПРКАГ2.
Пацијенти са Ебстеиновом аномалијом могу развити ВПВ синдром, јер имају вишеструке помоћне премоснице, углавном на десној страни, у задњем делу септума или постеролатералном зиду десне срчане коморе. Ортодромна реципрочна тахикардија код таквих пацијената често показује блок десне гране снопа и дуг вентрикулоатријални (ВА) интервал.
Преексцитација се може направити хируршки, као у одређеним врстама Бјорк модификација Фонтан процедуре, ако се преткоморско ткиво преклопи на вентрикуларно ткиво и зашије за њега.
Одређени тумори АВ прстена, као што су рабдомиоми, такође могу изазвати преексцитацију.

## Клиничка слика
Клиничке манифестације ВПВ синдрома одражавају повезане епизоде тахиаритмије - уместо аномалне вентрикуларне ексцитације саме по себи. Могу се појавити у било ком тренутку, од детињства до средњих година, и могу варирати по тежини од благе нелагодности у грудима или палпитација са или без синкопе до озбиљног кардиопулмоналног поремећаја и срчаног застоја. Дакле, презентација варира у зависности од старости пацијента.
Неки пацијенти са ВПВ синдромом имају само неколико епизода убрзаног откуцаја срца. Други могу имати убрзан рад срца једном или два пута недељно или чешће. Такође, неки пацијенти уопште немају симптоме ВПВ, па се то стање открије случајно када се ради срчани тест из другог разлога.
Код пацијенти са овим синдромом најчешче се јављају ови знаци и симптоми:
- бол у грудима или стезање у грудима,

- вртоглавица,

- омаглица,

- несвестица,

- палпитације (осећај како срце куца, обично брзо или неправилно),

- кратк дах, тахипнеја
- раздражљивост,
- бледило коже и слузокожа,
- код беба нетолеранција на храњење,
- може бити присутна интеркурентна фебрилна болест,
- изненадни почетак снажних откуцаја срца,
- пулс који је редован и „пребрз за бројање“.

Код деце са ВПВ могу бити присутне клиничке карактеристике повезаних срчаним дефекатом, као што су следећа стања:
- кардиомиопатија

- Ебштајнова аномалија

- хипертрофична кардиомиопатија (АМПК мутација).[16]

## Дијагноза
Физички преглед обављен током епизоде тахикардије показаће да је број откуцаја срца бржи од 100 откуцаја у минути. Нормалан број откуцаја срца је 60 до 100 откуцаја у минути код одраслих, а испод 150 откуцаја у минути код новорођенчади, одојчади и мале деце. Крвни притисак ће у већини случајева бити нормалан или низак.
Физички налази укључују следеће:
- нормални налази срчаног прегледа у великој већини случајева,

- током тахикардних епизода, пацијент може бити хладан, дијафоретски и хипотензиван,

- пуцкетање у плућима због плућне васкуларне конгестије (током или након епизоде СВТ)

- многи млади пацијенти могу имати тахикардију у мировању на прегледу, са само минималним симптомима (нпр палпитације, слабост, блага вртоглавица) упркос изузетно брзом откуцају срца

Могу бити присутне и клиничке карактеристике повезаних срчаних дефеката, као што су следеће:
- кардиомиопатија

- Ебштајнова аномалија

- хипертрофична кардиомиопатија (АМПК мутација).[18]

Електрокардиографија
Ако особа нема тахикардију у време прегледа, резултати могу бити нормални. Стање се може дијагностиковати ЕКГ-ом или амбулантним праћењем ЕКГ-а, као што је Холтер монитор.
Главне ЕКГ карактеристике ВПВ у синусном ритму су:
- PR интервал <120мс
- делта талас: спори успон почетног дела QRS комплекса
- продужење QRS комплекса > 110 мс
- Нескладне промене СТ-сегмента и Т-таласа (у супротном смеру од главне компоненте QRS комплекса)
- Образац псеудо-инфаркта код до 70% пацијената — због негативно отклоњених делта таласа у доњим/предњим електродама („псеудо-Q таласи“), или истакнутих Р таласа у V1-3 ЕКГ одводима (имитирајући задњи инфаркт)

Стрес тест
Тестирање на стрес је помоћна дијагностичка метода и може се користити да се:
- репродукује пролазна пароксизмална СВТ, који се покреће вежбањем,
- документује однос вежбања са појавом тахикардије,
- обави процена ефикасности терапије антиаритмичким лековима (и ефекти на антеградну преексцитацију),

- утврди да ли је конзистентна или повремена преексцитација присутна при различитим синусним (срчаним) брзинама,

Електрофизиолошке тестови
Електрофизиолошке тестови се могу користити код пацијената са ВПВ синдромом да би се утврдило следеће:
- механизам клиничке тахикардије,
- електрофизиолошка својства (нпр способност проводљивости, рефракторни периоди) помоћног пута и нормалног атриовентрикуларног (АВ) нодуса и Хис Пуркињеовог проводног система,
- број и локације помоћних путева (неопходних за аблацију катетера),
- одговор на фармаколошку или аблацијску терапију.

## Диференцијална дијагноза
Диференцијална дијагноза за ВПВ синдром је широка и може се разврстати:
- према симптомима,
- ЕКГ обрасцу,
- према типу аритмије коју пацијент има.

Пошто је ВПВ дефинисан његовим ЕКГ налазима кратког ПР интервала, проширеног КРС комплекса са нејасним делта таласом, диференцијална дијагноза може укључити било које стање које може изазвати сличне ЕКГ налазе. 
Диференцијална дијагноза укључује:
- инфаркт миокарда,
- блок гране Хисовог снопа,
- урођене или стечене структурне абнормалности срца,
- хипертрофију,
- реурањене спојеве или вентрикуларне комплексе,
- вентрикуларну бигеминију,
- брзане идиовентрикуларне ритмове,
- електричне алтернансе, пејсмејкере или метаболичке/електролитне абнормалности.

За пацијенте са историјом или симптомима који се тичу епизоде тахиаритмије који имају ВПВ на ЕКГ-у у мировању, диференцијална дијагноза укључује друге узроке или манифестације ових аритмија. Помоћни пут који учествује у покретању и одржавању аритмије може изазвати редовну уску комплексну тахикардију од ортодромне АВРТ или регуларну широку комплексну тахикардију из антидромне АВРТ. Аритмија може бити неправилна ако постоји променљива проводљивост, понављајуће епизоде иницијације и прекида АВРТ-а, или ако помоћни пут пропагира аритмију генерисану негде другде. Стога, диференцијална дијагноза мора укључивати узроке и широких и уских, регуларних или неправилних комплексних тахикардија. Ове категорије се може поделити у неколико група:
Редовна уска комплексна тахикардија: синусна тахикардија, атријална тахикардија, атријални треперење (са редовним АВ блоком), АВНРТ, АВРТ, спојна тахикардија.
Неправилна уска комплексна тахикардија: Атријална фибрилација, атријално треперење (са варијабилним АВ блоком), мултифокална атријална тахикардија, синусна тахикардија са ектопичним комплексима и било који узрок редовне уске комплексне тахикардије са варијабилном проводљивошћу или ектопичним комплексима.
Регуларна широка комплексна тахикардија: Вентрикуларна тахикардија, убрзани идиовентрикуларни ритам, ритам пејсинга, артефакт и било који СВТ повезан са аберантном вентрикуларном проводљивошћу или помоћним путем или метаболичким/електролитским абнормалностима.
Неправилна широка комплексна тахикардија: Торсадес де поинтес, неодржива вентрикуларна тахикардија, било који узрок неправилне уске комплексне тахикардије повезане са абнормално аберантном проводљивошћу, метаболичке/електролитне абнормалности, свака регуларна широка комплексна тахикардија повезана са променљивом проводљивошћу или чести ектопични комплекси.

## Терапија
Према протоколу за напредну срчану подршку за живот, особама са ВПВ који доживљавају брзе абнормалне срчане ритмове (тахидиритмије) може бити потребна синхронизована електрична кардиоверзија ако показују тешке знаке или симптоме (на пример, низак крвни притисак или летаргију са измењеним менталним статусом).

### Лекови
Ако су пацијенти са ВПВ релативно стабилни, могу се у терапији користити само лекови, према обрасцу за хемодинамску стабилизацију која доводи до редовне сужене комплексне тахикардије или других облика комплексне суправентрикуларне тахикардија: прво вагалним маневрима након чега следи терапија аденозином (терапија прве линије). 
Према смерницама за ВПВ из 2015. препоручују се:
- бета-блокатори или блокатори калцијумских канала као агенсе друге линије,

- електрична кардиоверзија али само за рефракторне аритмије.

Међутим, ако постоји било каква сумња у дијагнозу атриовентрикуларна реентрантне тахикардије или ако се уочи аберантна проводљивост која води до широког QRS комплекса, ВПВ се може се третирати као недиференцирана широко комплексна тахикардија.
Људи са коморском фибрилацијом и брзим коморским одговором могу се лечити амиодароном или прокаинамидом, да би се стабилизовали откуцаји срца. Прокаинамид и кардиоверзија су прихваћени третмани за конверзију тахикардије са ВПВ. Амиодарон код преткоморске фибрилације са ВПВ, повезан је са вентрикуларном фибрилацијом, и стога може бити лошији лек избора у односу на прокаинамида.
Како је амиодарон (као један од антиаритмика) узрок високе учесталости озбиљних нежељених ефеката, бројне смернице сугеришу да је разумно размотри примену катетер аблације, без примене амиодарона, мада све одлуке треба да буду прилагођене индивидуалним карактеристикама боленика. Смернице такође препоручују да се катетер аблација може сматрати првом линијом у лечењу контроле срчаног ритма класе 3 и класе 4 по NYHA класификацији срчаних инсуфицијенција, јер су све мере за контролу ритма лековима контраиндиковане. Ефективна обнова синусног ритма у срцу може да побољша функцију леве коморе и капацитет срца.
Блокаторе АВ чворова треба избегавати код преткоморске фибрилације и преткоморског треперења са ВПВ или анамнезом; ово укључује аденозин, дилтиазем, верапамил, блокаторе калцијумских канала и бета блокаторе. Они могу да погоршају синдром блокирањем нормалног електричног пута срца (дакле фаворизују 1:1 преткоморску и коморску проводљивост кроз пут пре ексцитације, што потенцијално доводи до нестабилних коморских аритмија).

#### Дуготрајна антиаритмичка терапија
Орални лекови су основа терапије код пацијената који нису подвргнути радиофреквентној аблацији, иако одговор на дуготрајну антиаритмичку терапију за превенцију даљих епизода тахикардије код пацијената са ВПВ синдромом остаје прилично варијабилан и непредвидив.
Дуготрајна антиаритмичка терапија укључују следеће лекове:
- лекове класе Ic (нпр флекаинид, пропафенон), који се обично користе са агенсом за блокаду АВ чворова у малим дозама да би се избегло преткоморско треперење са проводљивошћу 1:1,

- лекови класе III (нпр амиодарон, соталол), иако су они мање ефикасни за промену својстава проводљивости помоћног пута
- у трудноћи, соталол (класа Б) или флекаинид (класа Ц)

### Катетерска аблација
Дефинитивни третман ВПВ је уништавање абнормалног електричног пута катетерском аблацијом. Два главна типа катетерске аблације укључују:
- радиофреквентну аблацију топлотом,

- криоаблацију хладноћом.

Изводи се тако што се у срце уводи специјални катетер, који „сагорева“ део срчаног мишића око плућних вена, и на тај начин спречава преношење неправилних електричних импулса кроз спроводни систем срца.
Ова релативно нова процедура у савременој кардиолошкој пракси све више се доказује као делотворна у лечењу пацијената са неправилним (аритмичним) откуцајима срца и све чешће се предлаже као замена за дуготрајну уобичајену терапију лековима. Резултати из 1994. године указују на то да је стопа успеха катетерске аблације код пацијената са ВПВ и до 95%.
Ако је радиофреквентна катетерска аблација успешно обављена, стање се генерално сматра излеченим. Стопе рецидива су обично мање од 5% након успешне аблације. Неки пацијенти, као што су они са основном Ебстеиновом аномалијом и наследним кардиомиопатијама, могу имати вишеструке помоћне путеве.
| Приказ простирања електричних импулса у нормалном срчаном ритму,и фибрилацији преткомора, и начин лечења фибрилације катететерском аблацијом |                        |                                   |
| Синусни ритам | Фибрилација преткомора | Катететерска аблација плућне вене |

### Хируршко лечење
Радиофреквентна катетерска аблација је практично елиминисала хируршке третмане не отвореном срцу код велике већине пацијената са ВПВ, са следећим изузецима:
- код пацијенти код којих радиофреквентна катетерска аблација (са поновљеним покушајима) не успе,

- код пацијенти који су подвргнути истовременој операцији срца (могући изузетак),

- код пацијенти са другим тахикардијама са више жаришта који захтевају хируршку интервенцију (врло ретко).

## Прогноза
ВПВ синдром је ретко стање и већина пацијената са преексцитацијом на ЕКГ-у никада неће имати симптоме, повезане аритмијом или компликацију изненадне срчане смрти која највише плаши. Две популационе студије су дале стопу изненадне срчане смрти између 0,0002 до 0,0015 по пацијент/години за пацијенте са ВПВ.
Неки фактори ризика стављају пацијента у већи ризик од изненадне срчане смрти, укључујући мушки пол, старост испод 35 година, историју преткоморске фибрилације или атриовентрикуларне реентрантне тахикардије, вишеструке помоћне путеве, септалну локацију помоћног пута, способност брзог антероградног провођења помоћног пута.
Упркос малој преваленци ВПВ или малој инциденци озбиљних компликација, он остаје опасно здравствено стање. Прогноза за пацијенте са ВПВ се значајно побољшала са антиаритмијским лековима, и након примене технике аблације које су развијене током последњих 80 година. За пацијенте који имају ВПВ синдром, факторе високог ризика или јаку преференцију, радиофреквентна катетерска аблацији може бити лек избора јер има високу стопу успеха са ниском стопом компликација.

## Компликације
Најважнија компликација ВПВ синдрома је изненадна срчана смрт (ИСС). Популационе студије сугеришу да је ИСС најчешће резултат вентрикуларне фибрилације која доводи до застоја срца или са преткоморском фибрилацијом или тахикардијом циркуског покрета. 
Механизам за погоршање коморске фибрилације која води до ИСС је помоћни пут који је способан за брзу антеградну проводљивост и брз пренос преткоморских импулса на срчану комору. Ово се може погоршати или покренути употребом агенса за блокирање АВ чвора, и зато треба водити рачуна да се избегну ови лекови код ВПВ на ЕКГ у мировању са брзим преткоморским аритмијама, јер су преткоморска фибрилација и треперења најопасније с обзиром на њихову претерано брзо јављање.
Понављајуће или продужене тахиаритмије могу довести и до срчане инсуфицијенције, док хемодинамск, нестабилност током тахиаритмије може покренути или погоршати коморбидна медицинска стања, а синкопа са акутном аритмијом доводи пацијента у опасности од трауматских повреда, након изненадног пада.